# Ria van der Horst
Hendrika Anna Maria van der Horst, soprannominata Ria (Rotterdam, 10 agosto 1932) è un'ex nuotatrice olandese.

## Carriera
Fortemente specializzata nel dorso, vinse la medaglia d'oro ai campionati europei del 1950, sulla distanza dei 100 metri.

## Palmarès
- Europei

Vienna 1950: oro nei 100m dorso.